# Gloryhammer

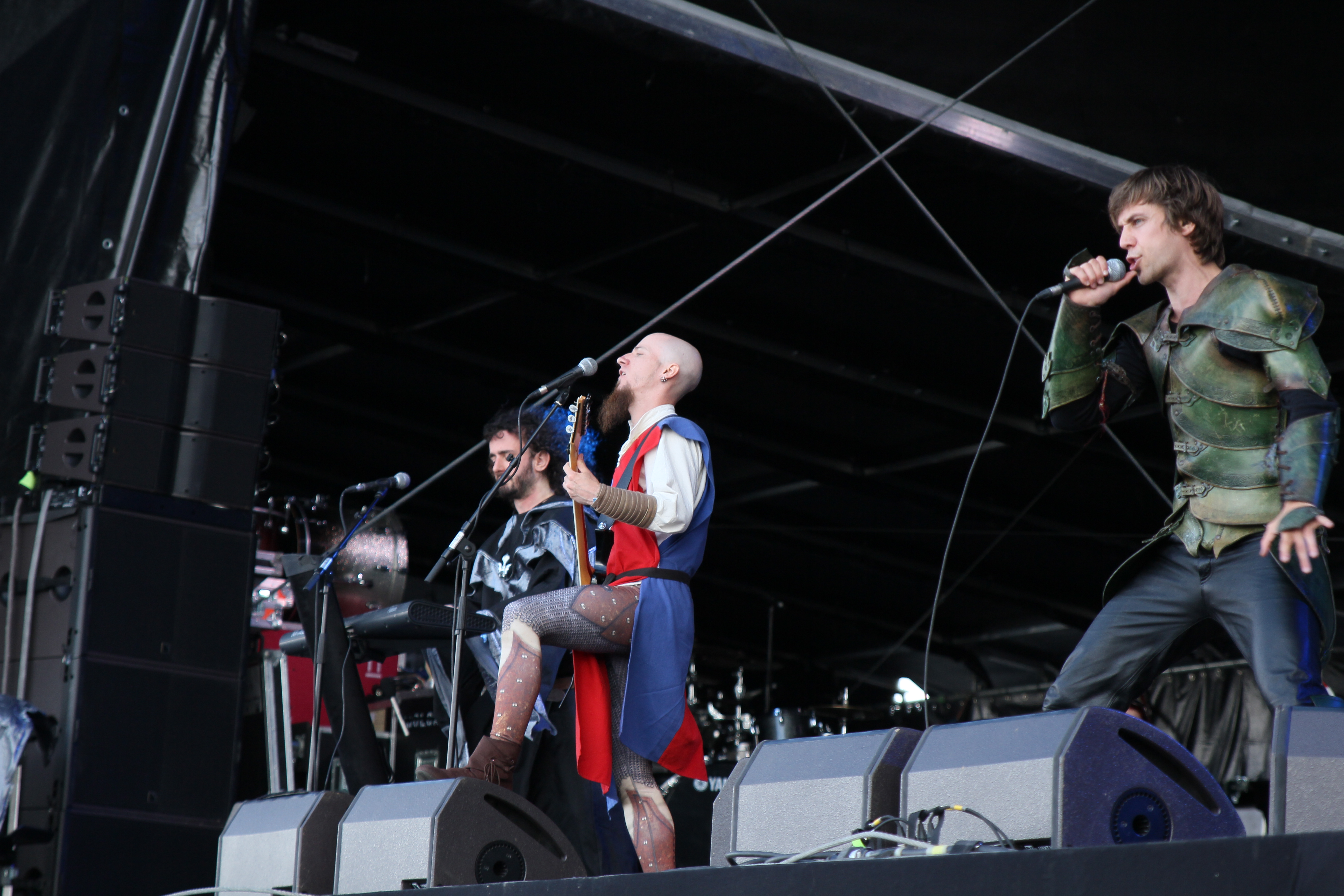
Gloryhammer in 2014 op het festival Rockharz Open Air

Gloryhammer is een Britse powermetalband opgericht in 2012 door Alestorm-frontman Christopher Bowes. In maart 2013 bracht de groep haar debuutalbum Tales from the Kingdom of Fife uit, uitgegeven door Napalm Records. De bandleden vormen parodieën op stereotypen die binnen de powermetal heersen. Elk bandlid vertegenwoordigt een personage en treedt live volledig in kostuum op.

## Bandleden
- Sozos Michael (Angus McFife) - zang (vanaf 2021)
- Michael Barber (Zargothrax) - toetsenist, achtergrondzang
- Paul Templing (Ser Proletius) - gitarist, achtergrondzang
- James Cartwright (The Hootsman, Barbarian Warrior of Unst) - bassist, achtergrondzang
- Ben Turk (Ralathor) - drummer
- Christopher Bowes (Zargothrax) - toetsenist, achtergrondzang

## Oud-leden
- Thomas Winkler Angus McFife - zanger (2012-2021)

## Discografie
- Tales from the Kingdom of Fife (2013)
- Space 1992: Rise of the Chaos Wizards (2015)
- Legends from Beyond the Galactic Terrorvortex (2019)
- Return to the Kingdom of Fife (2023)